# Henri Meilhac

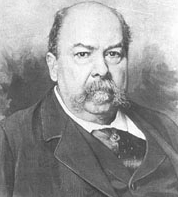
Henri Meilhac.

Henri Meilhac (Parijs, 23 februari 1831 - Parijs, 6 juli 1897) was een Frans toneelschrijver en librettist van opera's en operettes.
Hij studeerde aan het Lycée Louis le Grand. Hij debuteerde als tekenaar voor het Journal pour rire en via het bedenken van grappige onderschriften schakelde hij over op het schrijven van humoristische en satirische stukken voor tijdschriften en het vaudevilletheater. Zijn eerste grote succes was de eenakter L'Autographe van 1858.
Rond 1860 ontmoette hij Ludovic Halévy, met wie hij de volgende twintig jaar zou samenwerken aan een lange reeks van blijspelen en libretti; bekend werden onder meer La belle Hélène, Barbe-bleue, La vie parisienne, La Grande-Duchesse de Gérolstein en Les brigands, die alle door Jacques Offenbach op muziek werden gezet, en Carmen van Georges Bizet. Hun blijspel Frou-Frou werd in de Verenigde Staten in 1938 verfilmd als The Toy Wife.
Hij schreef ook enkele stukken met andere medewerkers; met Philippe Gille schreef hij het libretto van de opera Manon van Jules Massenet, en met Albert Millaud dat van de operette Mam'zelle Nitouche van Hervé.
Zijn blijspel L'attaché d'ambassade (1861) vormde de inspiratie voor de operette Die lustige Witwe van Franz Lehár.
Hij werd in 1888 verkozen tot lid van de Académie française (zetel 15).

## Werken (selectie)
- L'autographe (1858)
- Le petit-fils de Mascarille (1859)

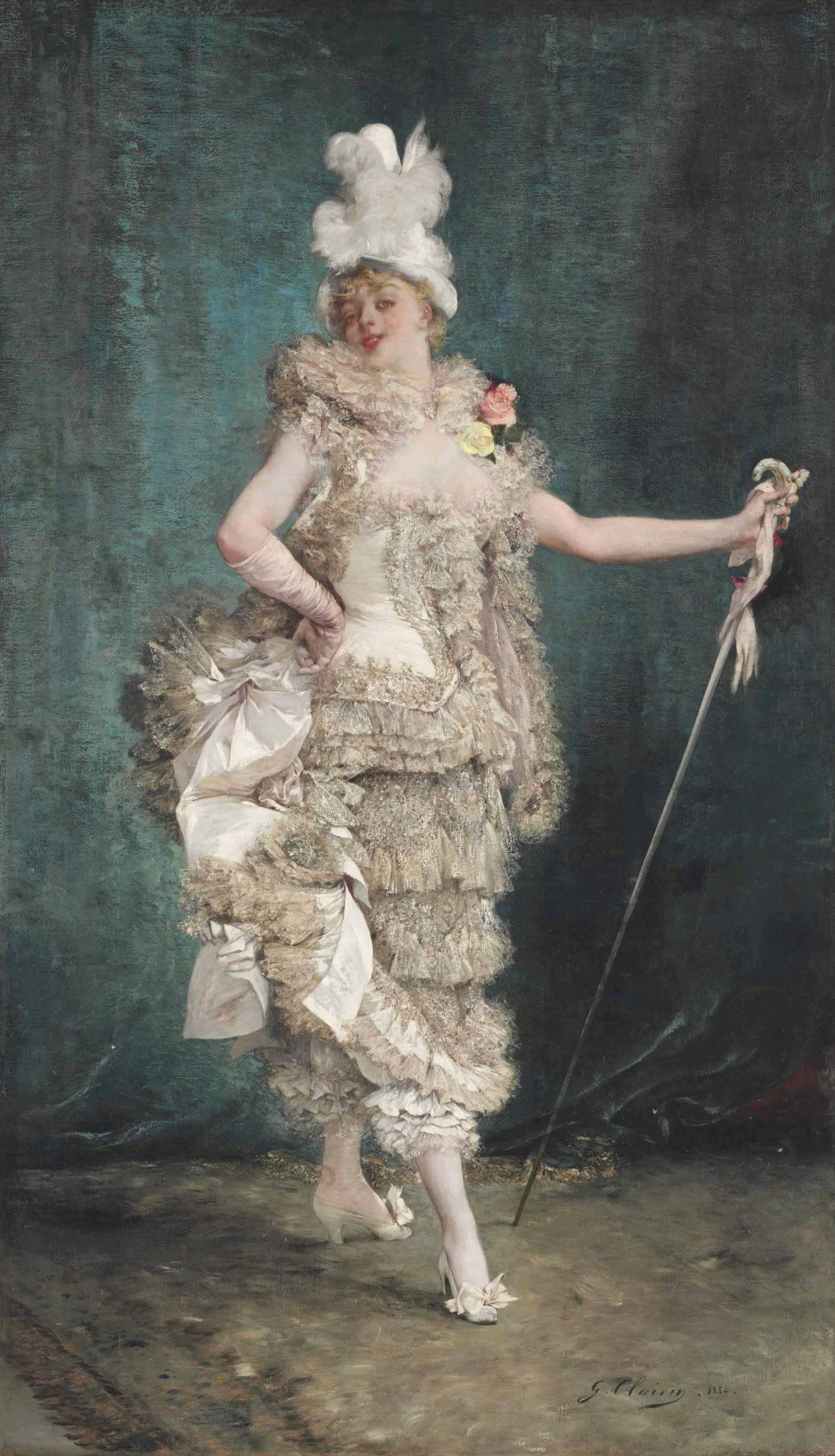
Frou-Frou, schilderij van Georges Clairin uit 1882 geïnspireerd op de hoofdrol uit de gelijknamige komedie.

- Ce qui plait aux hommes (met Ludovic Halévy, 1860)
- La vertu de Célimène (1861)
- L'attaché d'ambassade (1861)
- Les moulins à vent (1862)
- La belle Hélène (met Ludovic Halévy, operette met muziek van Jacques Offenbach, 1864)
- Barbe-bleue (met Ludovic Halévy, operette met muziek van Jacques Offenbach, 1866)
- La vie parisienne (met Ludovic Halévy, operette met muziek van Jacques Offenbach, 1866)
- La Grande-Duchesse de Gérolstein (met Ludovic Halévy, operette met muziek van Jacques Offenbach, 1867)
- Le château à Toto
- La Périchole (met Ludovic Halévy, operette met muziek van Jacques Offenbach, 1868)
- Le bouquet (1868)
- Suzanne et les deux vieillards (1868)
- Fanny Lear (met L. Halévy, 1868)
- Frou-frou (komedie met Ludovic Halévy, 1869)
- Les brigands (met Halévy, operette met muziek van Jacques Offenbach, 1869)
- Tricoche et Cacolet (1872)
- La boule (1875);
- Carmen (met Ludovic Halévy, opera met muziek van Georges Bizet, 1875)
- Le mari de la débutante (1879)
- Mam'zelle Nitouche (met Albert Millaud, operette met muziek van Hervé, 1883)
- Manon (met Philippe Gille, opera met muziek van Jules Massenet, 1884)
- Rip (met Philippe Gille, 1884; dit is de Franse versie van Rip Van Winkle, operette met muziek van Robert Jean Julien Planquette en libretto van Henry Brougham Farnie)